# The Fall of Math
The Fall of Math – debiutancki album studyjny angielskiej grupy 65daysofstatic wydany 20 września 2004 roku.
Utwór "The Last Home Recording" wykorzystuje sample z fragmentami dialogów z filmu Popiół i Diament Andrzeja Wajdy.

## Lista utworów
1. "Another Code Against the Gone" – 1:40
2. "Install a Beak in the Heart That Clucks Time in Arabic" – 4:55
3. "Retreat! Retreat!" – 4:09
4. "Default This" – 1:43
5. "I Swallowed Hard, Like I Understood" – 5:27
6. "The Fall of Math" – 3:59
7. "This Cat is a Landmine" – 4:45
8. "The Last Home Recording" – 2:13
9. "Hole" – 4:33
10. "Fix the Sky a Little" – 5:29
11. "Aren't We All Running?" – 4:51